# Carreira 6 (SMTCB)
A carreira 6 dos Transportes Coletivos do Barreiro, efectua o percurso entre a Estação Ferroviária de Coina e a Avenida Joaquim José Fernandes no Lavradio.
Esta carreira circula todos os dias, incluindo úteis, sábados, domingos e feriados.